# 凯撒叙利亚平民保护法案
凯撒叙利亚平民保护法案（英語：Caesar Syria Civil Protection Act）簡稱凱撒法案，是美国一部制裁敘利亞政府以及敘利亞總統巴沙尔·阿萨德的法案，法案條文被納入《2020年度美國國防授權法》，於2020年6月18日生效。根據該法案規定，包括阿薩德、阿薩德的妻子以及其他共39個受制裁对象在美国的任何资产都将遭到冻结，本人也不能入境美国，任何与阿萨德政权進行軍事和經濟合作的企业、政府和個人将受到惩罚。
該法案名稱來源自曾在叙利亚政权擔任军事警察法医摄影师凯撒，他曾將大量酷刑受害者的尸体照片向美國國會公開，作為敘利亞內戰戰爭罪行的證據。

## 外部連結
- 官方网站
- www.govtrack.us/congress/bills/116/hr31